# 东方沙枣
东方沙枣（学名：Elaeagnus angustifolia subsp. orientalis）为胡颓子科胡颓子属下的一个亚种。其亚种加词“orientalis”意为“东方的”。